# LibreOffice Math
LibreOffice Math（リブレオフィス・マス）は、FOSSの数式エディタである。オフィススイートのLibreOfficeに含まれるアプリケーションの1つで、The Document Foundationによって開発が行われている。
LibreOffice Mathは、既定のファイルフォーマットとしてODFを採用している。

## 特徴
- MathMLのサポート[4]
- Writer・Calc・Impress・Drawとの連携[5]

- Impress上でMathを使用して数式を作成。そのファイルをOffice Open XML形式（.pptx）で保存、Microsoft PowerPointで開きなおすことで、Microsoft Officeの数式エディタで編集可能な数式を作成することができる（LibreOffice Mathの形式に戻すことはできない）。このため、テキストベースでも扱うことができる数式エディタとしての使用が可能。
- Microsoft Officeの数式エディタの行形式入力機能と比較すると、編集結果が即座に反映される。